# Upernivik Ø
Upernivik Ø eller bare Upernivik er en ubeboet bjergrig ø i Karrats Fjord i det vestlige Grønland. Øen, der er meget bjergrig, har et areal på 540 km². Højeste punkt er det 2007 meter høje bjerg Palup Qaqqaa. Administrativt hører øen under Qaasuitsup.
Øen er adskilt fra det grønlandske fastland af havstræderne Inukavsait mod nord (2,6 km bredt til halvøen Akuliaruseq) og Paakassaa (3,8 km bredt).

## Eksterne kilder og henvisninger
1. ↑  Per Ivar Haug: Gazetteer of Greenland archive.org Gazetteer of Greenland (=Til Oppslysning 15). Universitetsbiblioteket i Trondheim, Trondheim 2005. ISBN 82-7113-114-1 (engelsk) Oprindelig adresse
2. ↑  Palup Qaqqaa bei Peakbagger.com (engelsk)

- Wikimedia Commons har flere filer relateret til Upernivik Ø